# Kirchheim unter Teck
Kirchheim unter Teck település Németországban, azon belül Baden-Württembergben. Lakosainak száma 42 178 fő (2023. december 31.). Kirchheim unter Teck Notzingen és Wernau községekkel határos.

## Fekvése
Stuttgarttól mintegy 25 km-re délkeletre fekvő település.

## Városrészei
A következő településeket beolvasztattak Kirchheimbe:
- Jesingen
- Lindorf
- Nabern
- Ötlingen

## Története

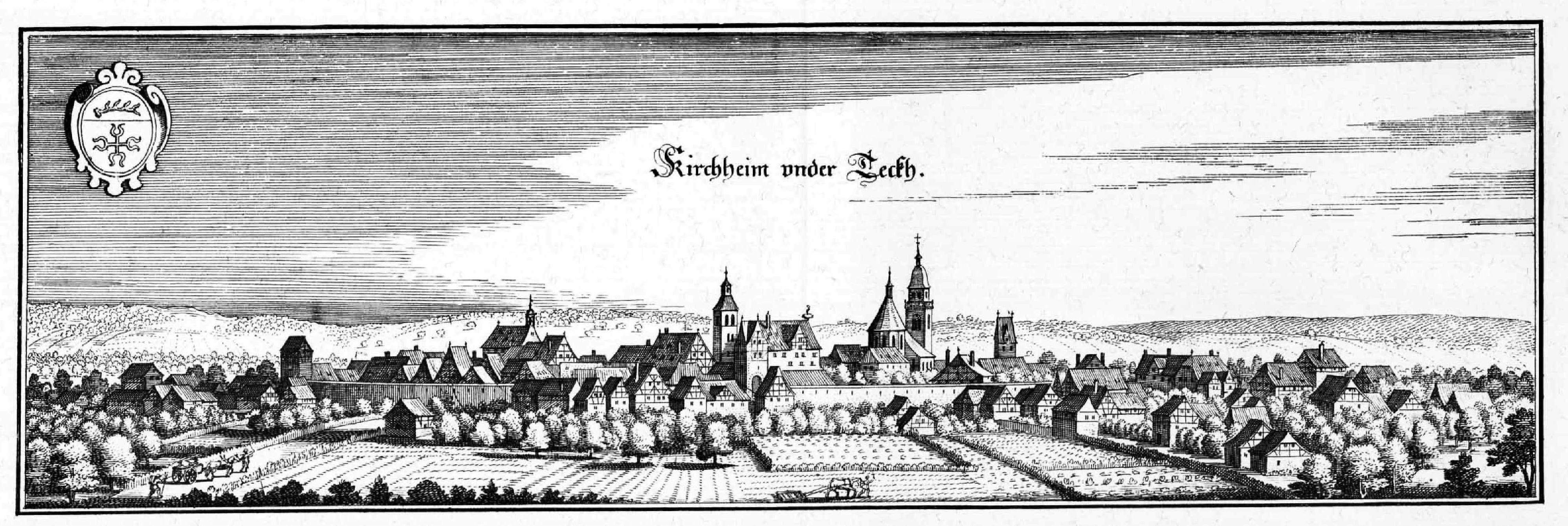
Kircheim az 1600-as évek közepén

A város és környéke már az újkőkor idején is lakott hely volt, az itt talált régészeti leletek alapján.
Területén újkőkori, kelta és római korból származó leletek, valamint aleman, népvándorlás kori temetők kerültek napvilágra.
Nevét először 960-ban említették először az írásos forrásokban.
A 11. században I. Ottó császártól piaci jogokat kapott és királyi pénzverde működött itt.
I. Lajos herceg 1240-ben zárdát alapított Kirchheimben. II. Konrad 1270-ben egy városfal építését kezdeményezte.
A 14. század folyamán különösen a textilipar hozott gazdasági fellendülést a városnak.
1864 megépült az első magánvasút az Unterboihingen-Kirchheim útvonalon Württembergben.

## Népessége
| Lakosok száma | 28 021 | 31 700 | 32 423 | 32 136 | 33 920 | 37 736 | 38 834 | 39 916 | 39 389 | 42 178 |
|               | 1961   | 1967   | 1974   | 1980   | 1987   | 1993   | 2000   | 2006   | 2013   | 2023   |

## Nevezetességek
- Városháza
- Martinskirche
- Teck vár
- Schempp-Hirth Flugzeugbau GmbH

## Galéria

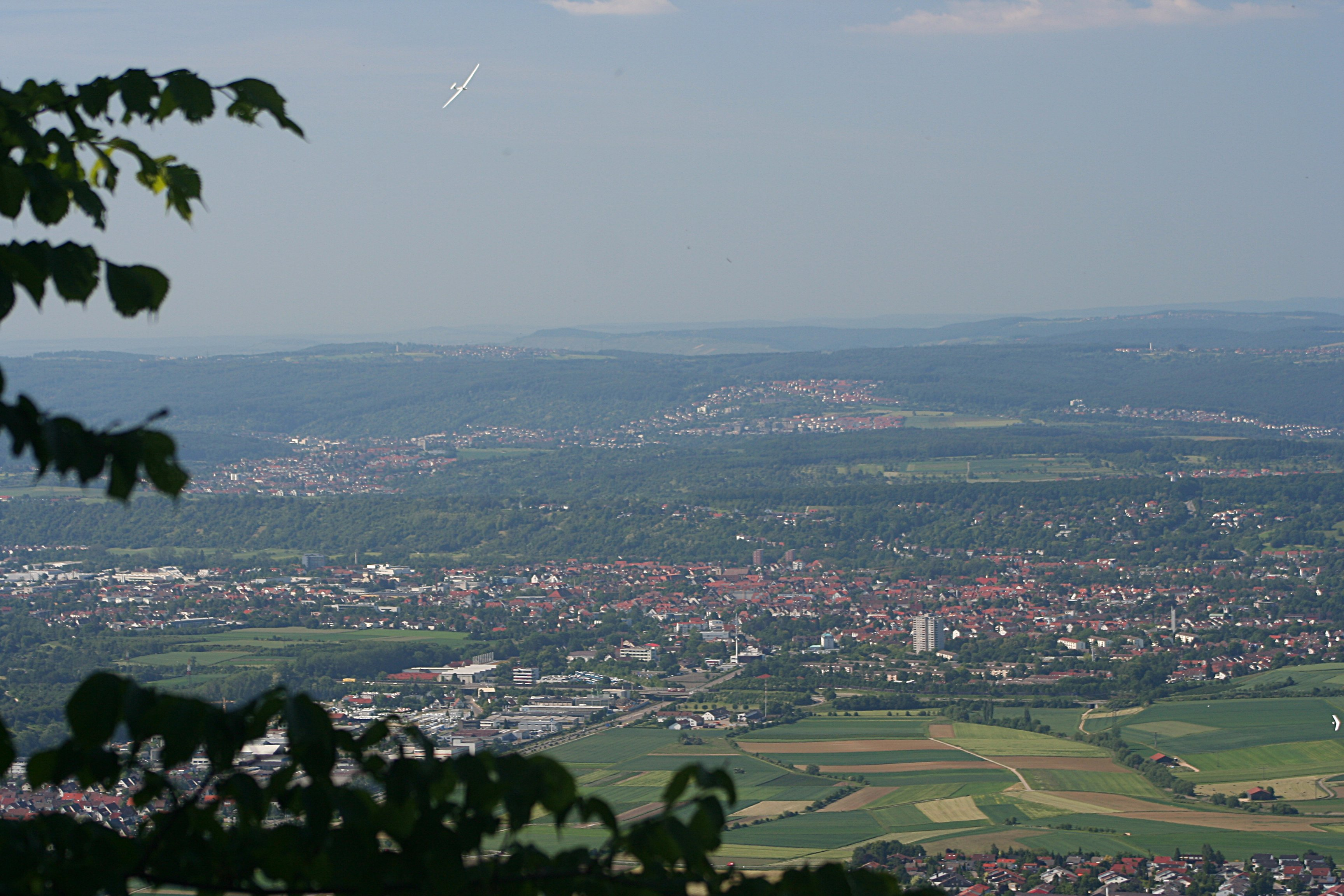
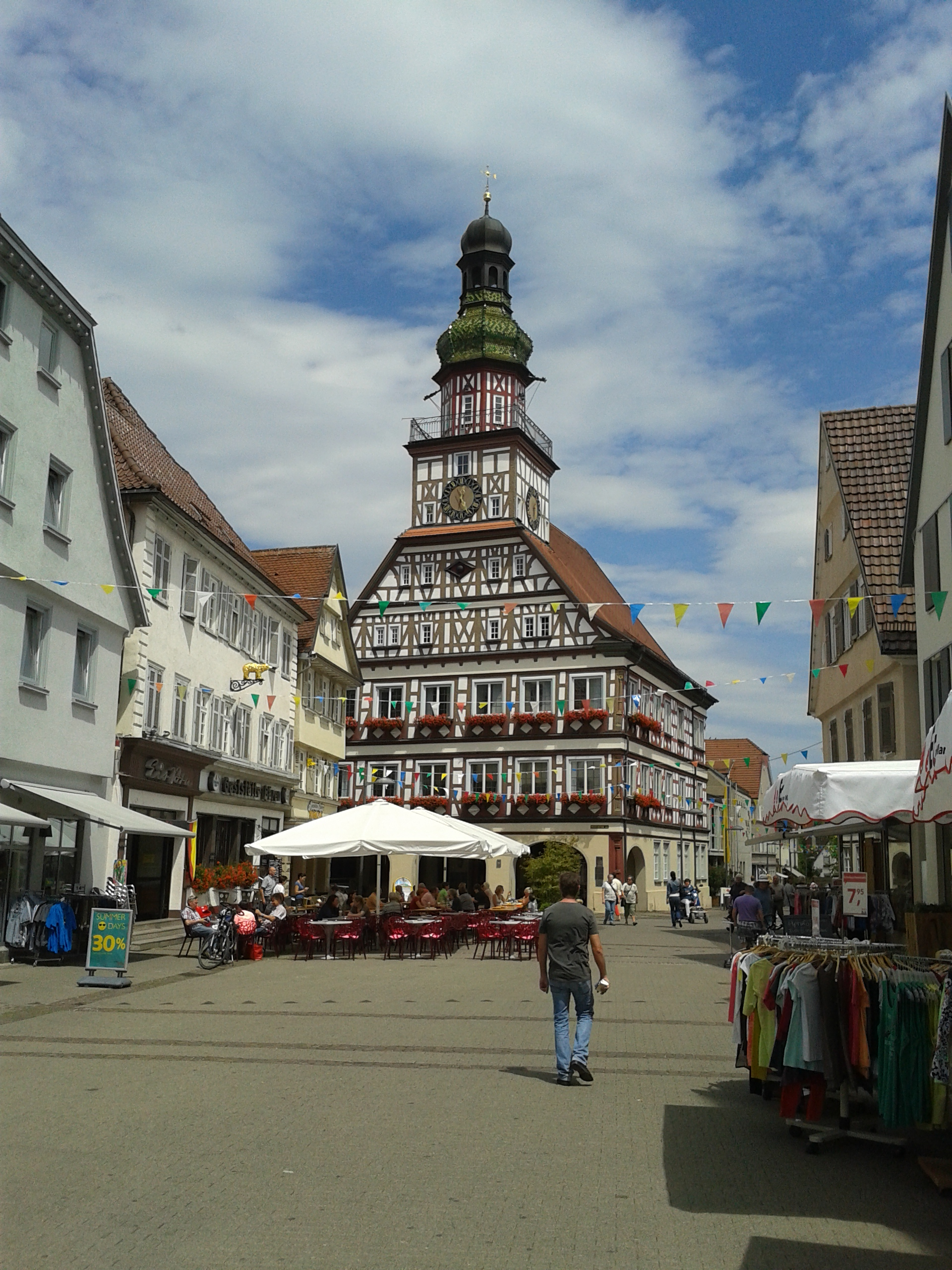
A tanácsház
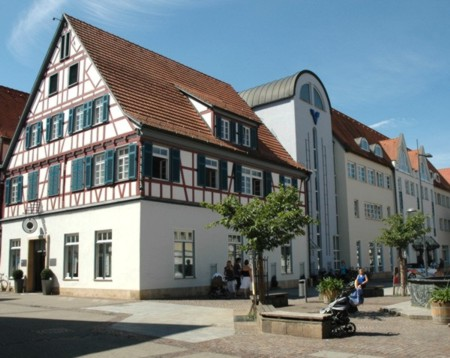
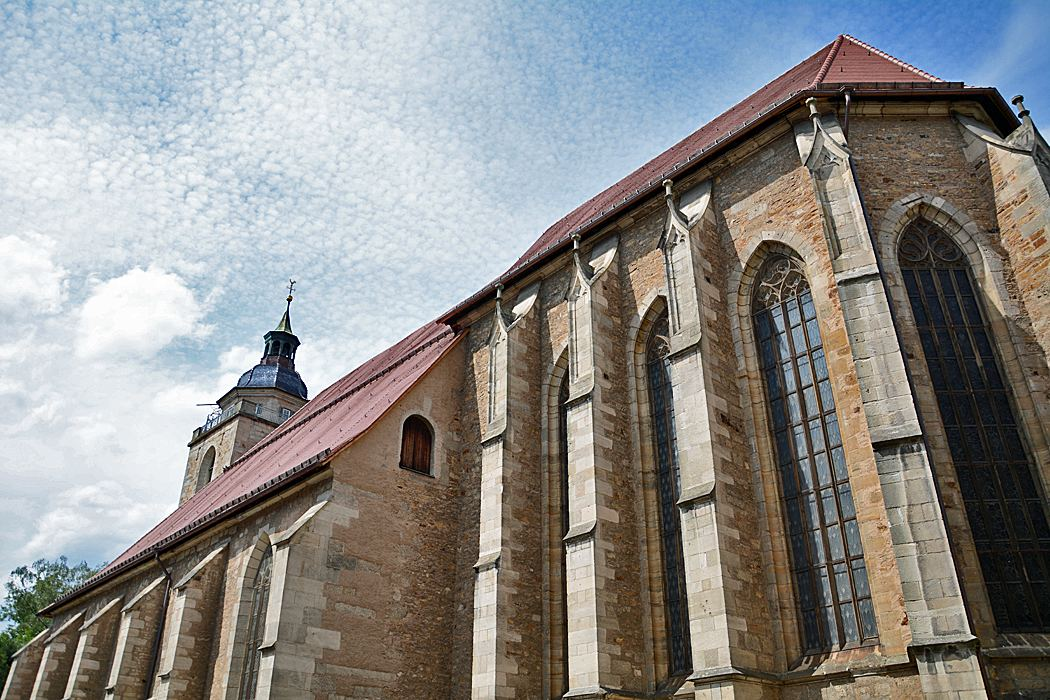
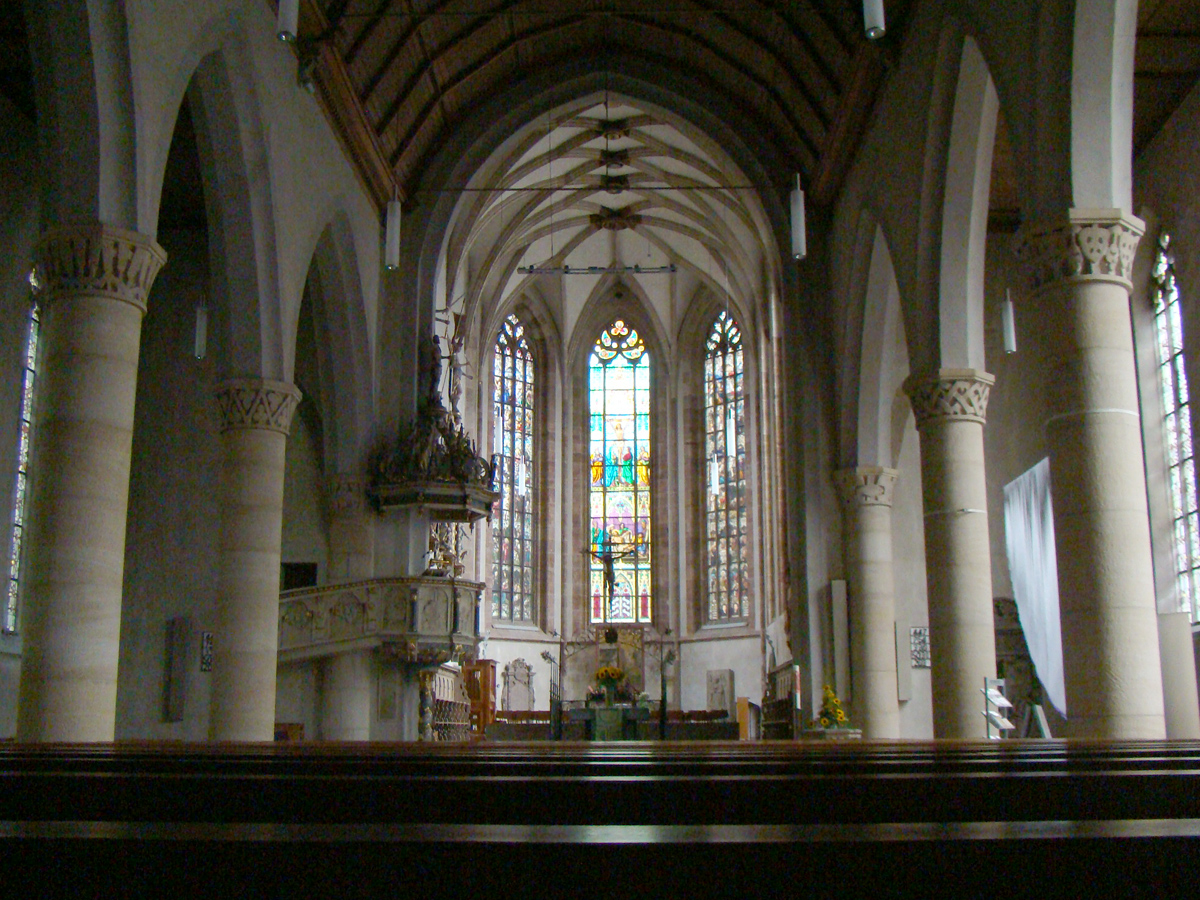
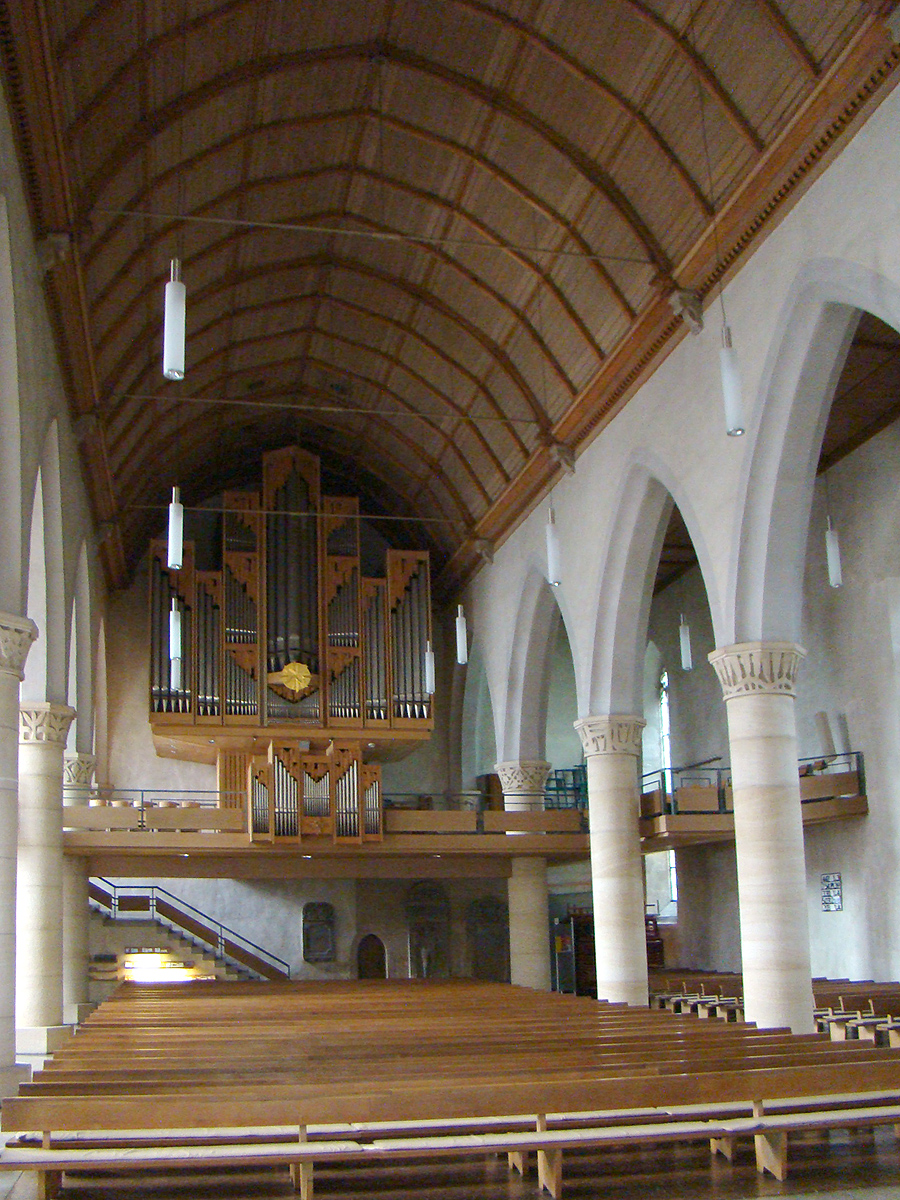
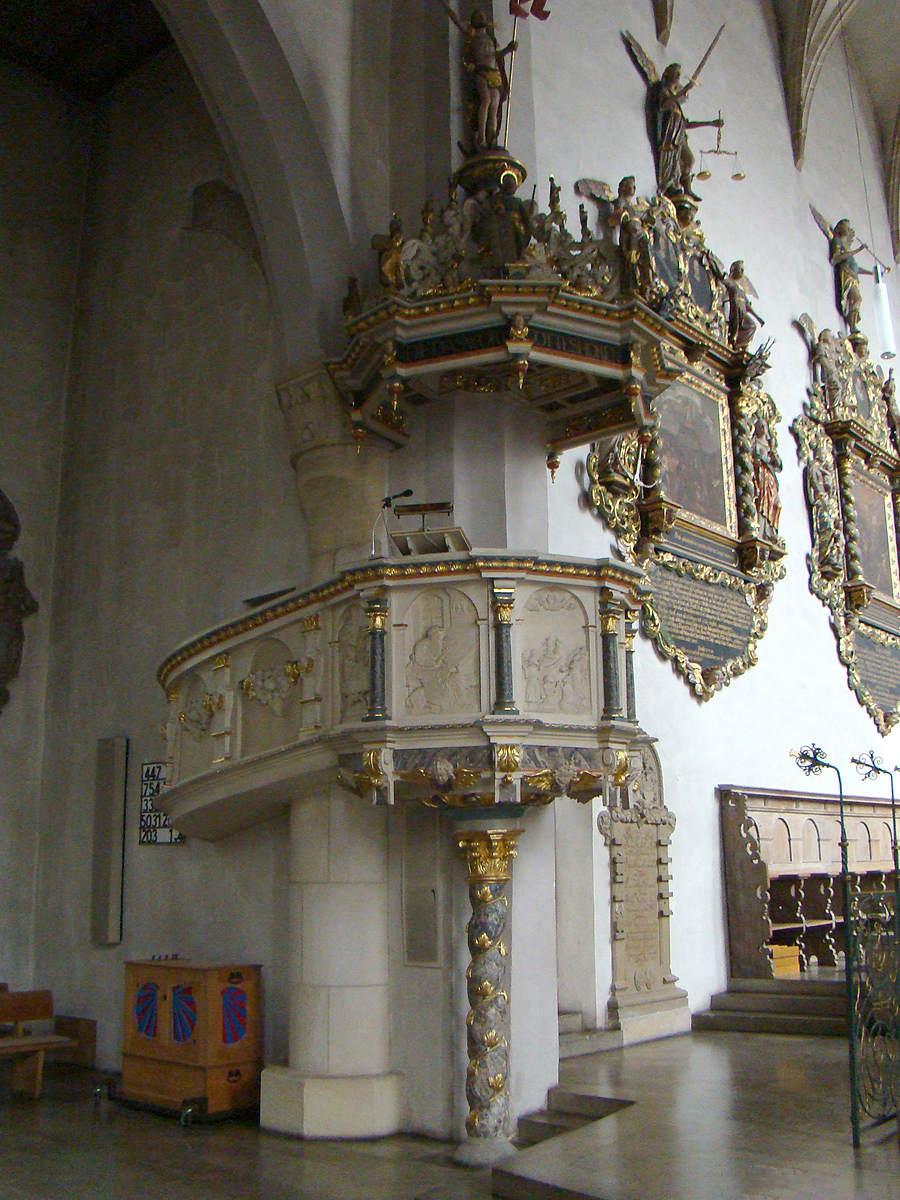
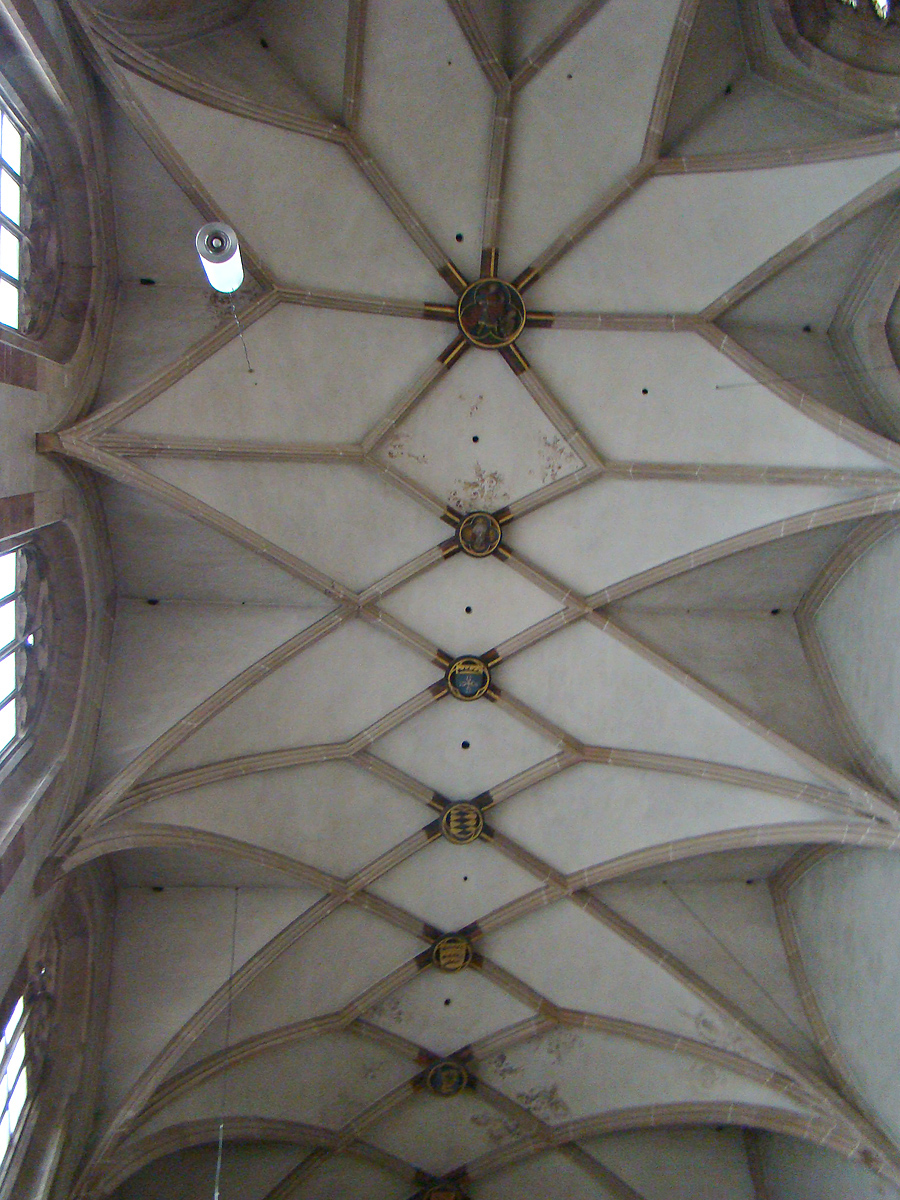
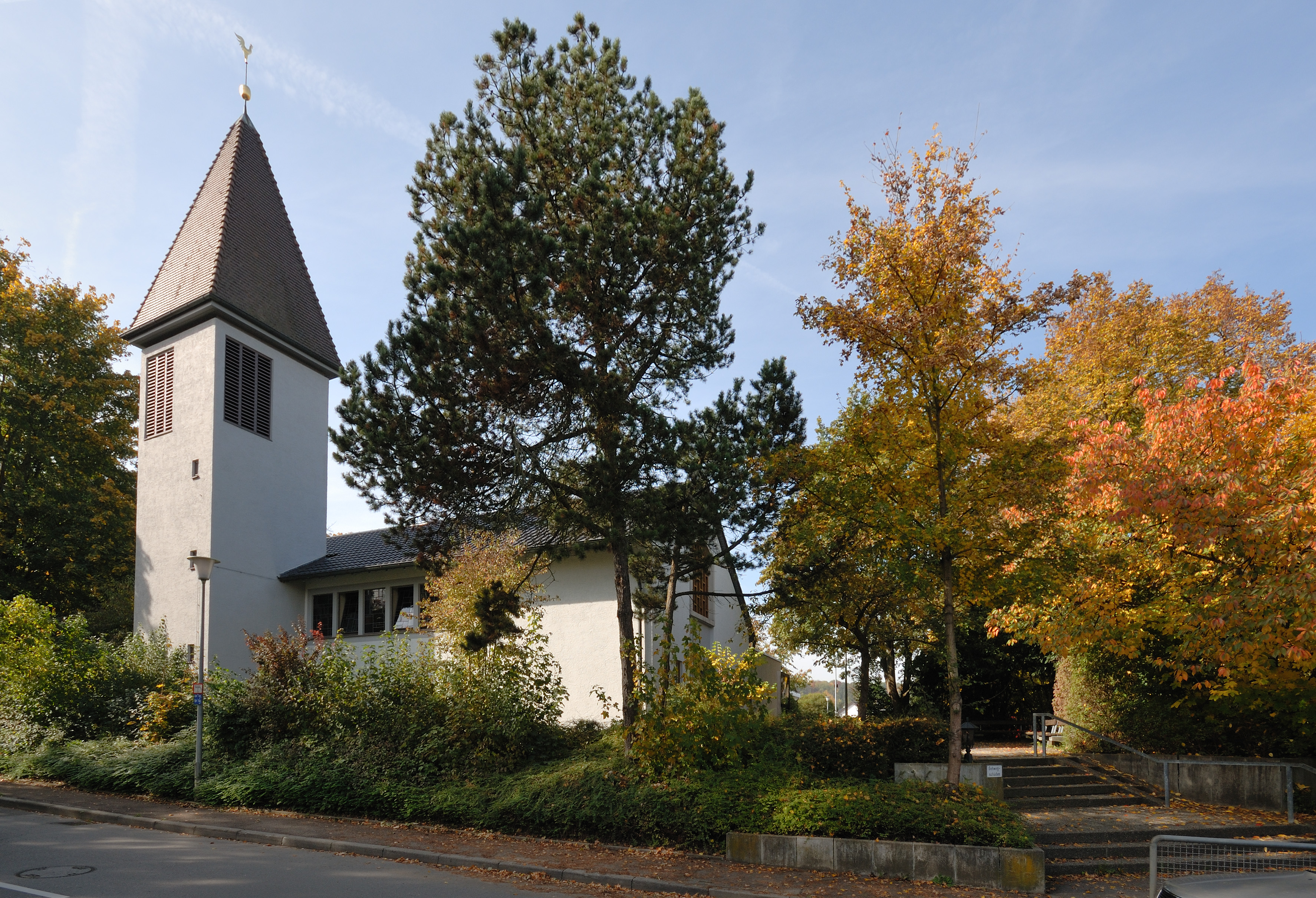
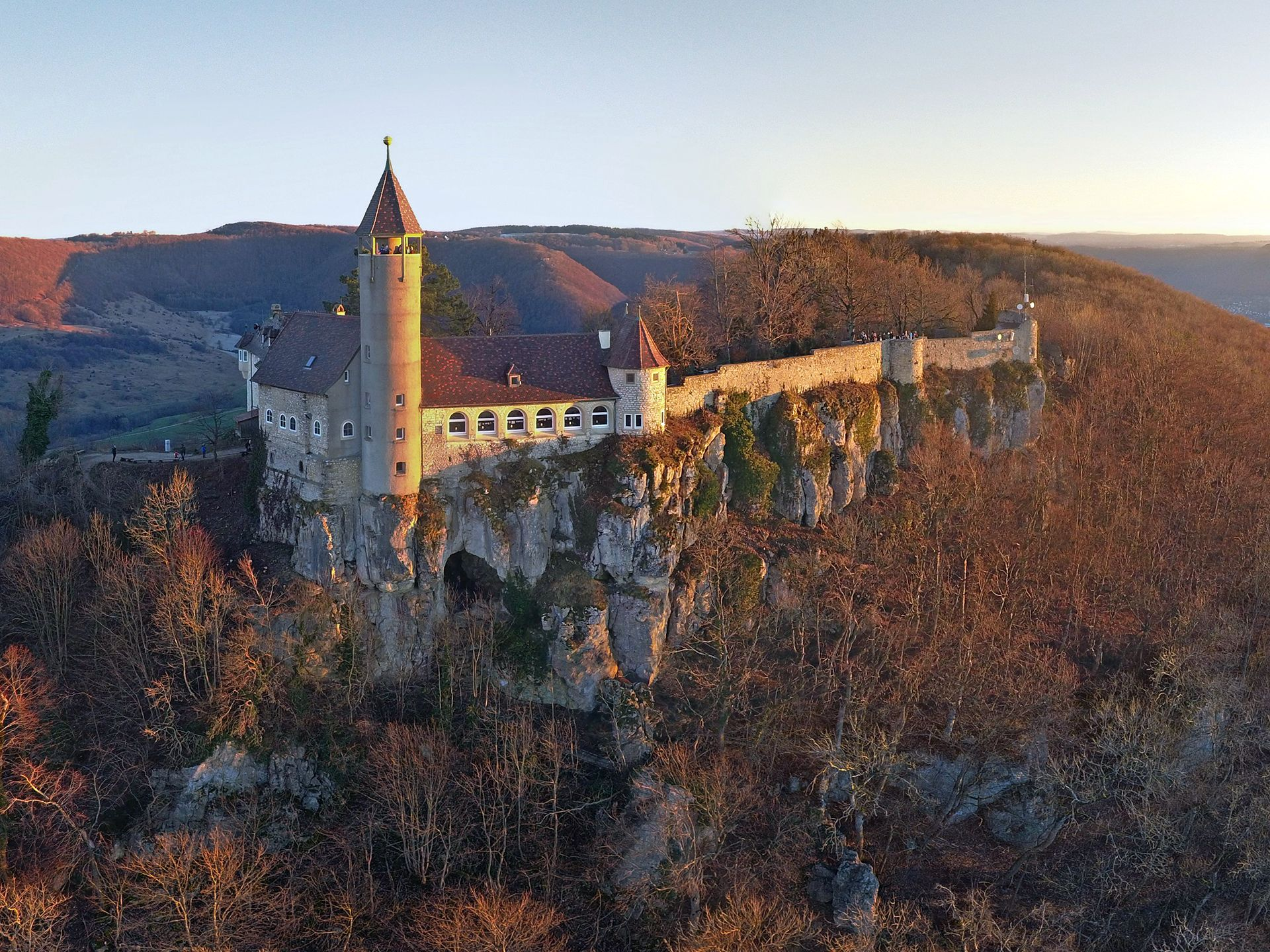
A Teck vár